# Xuân Trung (Đồng Nai)
Xuân Trung is een phường van Long Khánh, een thị xã in de provincie Đồng Nai.